# 小行星8718
小行星8718（英語：8718）是一颗围绕太阳公转的小行星。1995年10月27日，清水義定、浦田武在那智胜浦町发现了此天体。
这颗小行星的绝对星等为178.9246444775015等。